# Засуха, Татьяна Владимировна
Татьяна Владимировна Засуха (род. 25 апреля 1964) — украинский политик, народный депутат Украины VI созыва, Герой Украины (2003).

## Биография
Родилась 25 апреля 1964 года в с. Пологи, Васильковского района Киевской области. Украинка.

### Образование
- Белоцерковский сельскохозяйственный институт (1986), зооинженер.
- Киевский государственный педагогический институт (1992), биолог.
- Кандидатская диссертация «Влияние сапонитовой добавки на продуктивность и биологическую ценность продукции крупного рогатого скота и свиней» (Институт кормов УААН, 1993).
- Докторская диссертация «Новые дисперсные материалы в животноводстве» (Институт кормов УААН, 1997).

Доктор сельскохозяйственных наук, кандидат биологических наук.

### Производственная деятельность
- В 1986—1993 — главный зоотехник, колхоз им. Щорса Васильковского района.
- В 1993—1994 — председатель, колхоз им. Щорса.
- С 1994 — председатель правления, агрофирма «Восход», с. Ковалевка Васильковського района.
- В 1994—1998 — депутат Киевского областного совета народных депутатов.

### Политическая деятельность
- В 1998 году стала членом Аграрной партии Украины.
- В июле 2004 года вышла из рядов АПУ и вступила в Сельскую партию Украины. На V съезде СелПУ была выбрана председателем партии.
- В ноябре 2005 года вышла из рядов СелПУ и вступила в Партию Регионов.[1]

### Семья
- Мать — Войтенко Антонина Федотовна (род. 1936).
- Муж — Анатолий Андреевич (род. 1958).
- Дети — сын Андрей (род. 1986).

## Награды и заслуги
- Звание Герой Украины с вручением ордена Державы (21.08.2003)[2] — за выдающиеся личные заслуги перед Украинским государством в развитии агропромышленного комплекса, внедрение современных форм хозяйствования, активную общественно-политическую деятельность.
- Награждена орденом «За заслуги» II (11.1998)[3] и I (11.2001)[4] степеней.
- Почётный знак отличия Президента Украины (11.1995)[5].
- Орден Святой равноапостольной княгини Ольги II степени (1 июня 2004 года, РПЦ)[6].